# 오토메이트
오토메이트(일본어: オトメイト)는 여성향 게임 소프트웨어의 개발, 판매하는 브랜드이다.

## 개요
여성향 게임의 개발과 판매를 목적으로 2007년 4월 10일 아이디어 팩토리 주식회사와 디자인 팩토리 주식회사가 공동으로 설립한 독립 브랜드. 아이디어 팩토리가 운영하고 있던 IF 오토메이트(ＩF乙女いと♪)가 모체이다. 바테안 시스템즈 주식회사와도 게임을 개발하고 있다.

## 발매된 게임

### 어드벤쳐 게임
- 플레이 스테이션 2

- 환상게임 현무개전 외전 거울의 무녀(2005년 6월 23일)
- 별이 내리는 시간 (星の降る刻) (2005년 9월 22일)
- 허니×허니 드롭스 LOVE×LOVE HONEY LIFE(蜜×蜜ドロップス LOVE×LOVE HONEY LIFE)(2006년4월6일)
- 비색의 조각（2006년 7월 6일)
- 비색의 조각 ~그 하늘 아래에서~ (2007년 2월 15일)
- 오란고교 호스트부 (2007년 4월 19일)
- 비취의 물방울 비색의 조각 2 (2007년 8월 9일)
- 윌 오 위습 (2007년 9월 6일)
- 영원의 벚꽃 (悠久ノ桜) (2007년 9월 27일)
- 쁘띠풀(プティフール) (2008년 2월 28일)
- 에델 블루메 (2008년, 4월 24일)
- 환상게임 주작이문（2008년 5월 29일）
- 뽀이! 한 여름의 경험!? (っポイ! ひと夏の経験!?)（2008년 7월 17일）
- 비색의 조각 3 (蒼黒の楔 緋色の欠片3) (2008년 8월 7일)
- 박앵귀 ~신선조기담~（2008년 9월 18일）
- 카누치 하얀 날개의 장 (カヌチ 白き翼の章) (2008년 10월 2일)
- 윌 오 위습 ~부활절의 기적~ (2008년 10월9일)
- 카누치 검은 날개의 장 (2009년 4월 23일)
- 아르코발레노! (2009년 5월 14일)
- 환상게임 DS (2009년 6월 25일, DS)
- 완드 오브 포츈 (2009년 6월 25일)
- L2 Love×Loop (2009년 8월 20일)
- S.Y.K ~신설서유기~(2009년8월20일)
- 박앵귀 수상록 (2009년 8월 27일)
- 잿빛의 조각 신타마요리히메 전승 (ヒイロノカケラ 新玉依姫伝承 (2009년 10월 1일)
- 진·비취의 물방울 비취의 조각2 (2009년 10월 1일)
- 데스 커넥션 (2009년 12월 17일)
- 완드 오브 포츈 ~미래의 프롤로그~ (2010년 2월 25일)
- S.Y.K ~연화전~ (2010년 3월 11일)
- 디저트 킹덤 (2010년 5월 27일)
- 맹수조련사와 왕자님 (2010년 6월 24일)
- 여름하늘의 모노로그 (2010년 7월 29일)
- 박앵귀 여명록 (2010년 10월 28일)
- CLOCK ZERO ~종언의 1초~ (2010년 11월 25일)
- PANDORA 너의 이름을 나는 알고 있다 (2010년 11월 말 발매 예정)
- 아멘 느와르 (2010년 12월 발매 예정)

- 플레이스테이션 3

- 박앵귀 수상록 (2010년 6월 17일)

- 플레이스테이션 포터블

- 비취의 조각 포터블 (2008년 12월 18일)
- 윌 오 위습 포터블 (2009년 3월 26일)
- 박앵귀 포터블 (2009년 8월 27일 발매)
- 아르코발레노! 포터블 (2010년 1월 28일)
- 비색의 조각 3 포터블 (2010년 4월 15일)
- 하라주쿠 탐정학원 스틸우드 (2010년 4월 22일)
- 박앵귀 유희록 (2010년 5월 13일)
- 소녀적연혁명★러브레보!! 포터블 (2010년 5월 20일)
- B's-LOG 파티♪（2010년 5월 20일）
- 완드 오브 포츈 포터블 (2010년 6월 10일)
- D.C. Girl's Symphony Pocket (2010년 6월 24일)
- 화려한 우리 가족 (華ヤカ哉、我ガ一族)(2010년 7월 1일)
- S.Y.K ~신설서유기~ 포터블 (2010년 7월 29일)
- 진·비취의 물방울 비색의 조각 2 포터블 (2010년 8월 19일)
- 내세의 언약 (2010년 8월 26일)
- 박앵귀 수상록 포터블 (2010년 8월 26일)
- 잿빛의 조각 신타마요리히메 전승 포터블 (2010년 9월 30일)
- 연애반장 목숨은 짧다, 연애하라 소녀! Love is Power (2010년 11월 11일)
- 아련 ~MIYAKO~ (2010년 11월)
- 완드 오브 포츈 ~미래의 프롤로그~ 포터블 (2010년 12월)
- 카누치 두개의 날개 (2010년 겨울)
- 학원 헤타리아 포터블 (2010년 발매)
- 완드 오브 포츈 2 ~시공에 잠든 묵시록~ (2011년 발매)
- Musketeer -Le sang des chevaliers- (2011년 발매)
- 별이 내리는 시간 포터블 (발매일 미정, PSP)

- 닌텐도 DS

- 비색의 조각DS (2008년 5월 22일)
- 오란고교 호스트부DS (2009년3월19일)
- 윌 오 위습DS (2009년 3월 26일)
- 환상게임 DS (2009년 6월 25일)
- 박앵귀 DS (2010년 3월 18일)

## 인터넷 라디오
오토메이트에서 발매하는 게임을 주로 다룬다. 발매된 게임의 성우를 게스트로 초대.
《살롱 드 오토메이트》
- 진행: 오카노 코스케
- 방송 사이트: 온센
- 방송기간: 2008년 4월 ~ 9월 (격주 금요일 방송)

《오토메이트 가든》
- 진행: 오카노 코스케
- 방송 사이트: 온센
- 방송기간: 2009년 2월 ~ 2010년 1월(격주 금요일 방송)

《오토메이트 SQUARE》
- 진행: 스즈키 치히로
- 방송 사이트: 온센
- 방송기간: 2010년 4월~ (격주 금요일 방송)